# Kazunori Nagashima
Kazunori Nagashima（本名：長嶋一憲、1971年 - ）は日本の写真家。ファインアート、コマーシャルを専門とする。近年国際写真賞を連続して受賞。
,
,
, ,

,

## 来歴
1971年、神奈川県横浜市生まれ。1995年からマレーシアで日本語教育に携わり、1997年から歌舞伎座で大道具を製作する職人となった。歌舞伎座在籍中の2000年頃から写真撮影やポストプロダクションを学び、2004年より写真家として活動。
2023年3月、製造業やものづくり業の広告宣伝を行う
長嶋パブリシティ合同会社を神奈川県横浜市に設立。
フォトブックショー "Binding Image" : in Amsterdam, 2014年に参加。
フォトブックショー"G Book Show" in Brighton England, 2014に参加。
2018年7月～8月ソニーイメージングギャラリーにて作品展を開催。
International Photo Expo, IMAGENATION PARIS 2018出展
International Photo Expo, IMAGENATION ARLES 2019出展
,
,
,

## 受賞歴
- International Photography Awards 2024, the 3rd place in Professional Special - Other.
- International Photography Awards 2022, the 3rd place in Professional Book - Other.
- International Photography Awards 2018, the 2nd place in Professional Special - Other.
- International Photography Awards 2016, the 2nd place in Professional Fine Art - Other.
- Graphis Photography Annual 2016, Gold.